# 萨默·桑德斯
萨默·桑德斯（英語：Summer Sanders，1972年10月13日—），美国女子游泳运动员。她曾代表美国参加1992年夏季奥林匹克运动会游泳比赛，获得二枚金牌、一枚银牌和一枚铜牌。